# Peyrissas
Peyrissas település Franciaországban, Haute-Garonne megyében. Lakosainak száma 83 fő (2022. január 1.). Peyrissas Benque, Eoux, Fabas és Lussan-Adeilhac községekkel határos.

## Népesség
A település népességének változása:
| Lakosok száma | 106  | 87   | 87   | 97   | 80   | 79   | 85   | 80   | 77   | 83   |
|               | 1968 | 1982 | 1990 | 2006 | 2013 | 2015 | 2017 | 2019 | 2020 | 2022 |